# Grabenstetten
Grabenstetten är en kommun (tyska Gemeinde) i Landkreis Reutlingen i delstaten Baden-Württemberg i Tyskland. Folkmängden uppgår till cirka 1 700 invånare, på en yta av 14,53 kvadratkilometer.
Kommunen ingår i kommunalförbundet Bad Urach tillsammans med staden Bad Urach och kommunerna Hülben och Römerstein.

## Befolkningsutveckling
| Befolkningsutvecklingen i Grabenstetten 1975–2015 | Befolkningsutvecklingen i Grabenstetten 1975–2015 | Befolkningsutvecklingen i Grabenstetten 1975–2015 | Befolkningsutvecklingen i Grabenstetten 1975–2015 | Befolkningsutvecklingen i Grabenstetten 1975–2015 |
| ------------------------------------------------- | ------------------------------------------------- | ------------------------------------------------- | ------------------------------------------------- | ------------------------------------------------- |
|                                                   |                                                   |                                                   |                                                   |                                                   |
| År                                                |                                                   |                                                   | Folkmängd                                         | Areal (ha)                                        |
| 1975                                              | 1975                                              |                                                   | 1 237                                             | 1 454                                             |
| 1980                                              | 1980                                              |                                                   | 1 274                                             |                                                   |
| 1985                                              | 1985                                              |                                                   | 1 291                                             |                                                   |
| 1990                                              | 1990                                              |                                                   | 1 408                                             | 1 453                                             |
| 1995                                              | 1995                                              |                                                   | 1 458                                             |                                                   |
| 2000                                              | 2000                                              |                                                   | 1 549                                             |                                                   |
| 2005                                              | 2005                                              |                                                   | 1 576                                             |                                                   |
| 2010                                              | 2010                                              |                                                   | 1 534                                             |                                                   |
| 2015                                              | 2015                                              |                                                   | 1 667                                             |                                                   |
|                                                   |                                                   |                                                   |                                                   |                                                   |